# GNOME Foundation

Logo van GNOME.

De GNOME Foundation is een non-profitorganisatie die het GNOME-project coördineert. De organisatie bepaalt welke projecten tot GNOME behoren en het helpt bij het standaardiseren van GNOME. Daarnaast ondersteunt de organisatie GNOME-gerelateerde activiteiten, zoals GNOME-conferenties of vertegenwoordiging op andere conferenties, en de organisatie stimuleert het gebruik van GNOME door documentatie en educatief materiaal te produceren.
De GNOME Foundation is medeorganisator van GUADEC.

## Structuur
De GNOME Foundation bestaat uit een Board of Directors, de Executive Director, het Advisory Board en de leden van de organisatie (GNOME Membership). Op 7 juli 2008 werd Stormy Peters de Executive Director van de GNOME Foundation. Medio 2023 is er een vacature voor deze functie. De Board of Directors vormt het bestuur van de GNOME Foundation dat jaarlijks gekozen wordt door de GNOME-gemeenschap.
Het Advisory Board bestaat uit bedrijven en organisaties die betrokken willen zijn bij het GNOME-project. Enkele leden van het Advisory Board zijn Canonical Ltd., Debian, IBM, Intel, Mozilla Foundation, Nokia en Sun Microsystems.
Het algemene lidmaatschap van de GNOME Foundation is open voor iedereen die een niet-triviale bijdrage heeft geleverd aan het GNOME-project.